# Asesinato de Henryk Siwiak
El asesinato de Henryk Siwiak fue un crimen cometido contra un inmigrante polaco, Henryk Siwiak (1955-11 de septiembre de 2001), poco después de los atentados contra el World Trade Center y el Pentágono. Henryk murió de un disparo en plena calle en el vecindario de Bedford-Stuyvesant, en Brooklyn, lugar al que había acudido erróneamente con el fin de empezar un nuevo trabajo. Siwiak, cuyo homicidio permanece sin resolver, ha sido descrito como «la última persona asesinada en Nueva York el 11S», si bien su muerte no está relacionada con los ataques terroristas.
La investigación inicial del crimen pudo verse obstaculizada, según la policía, por el desvío de recursos para hacer cumplir la ley en la ciudad a raíz de los atentados. Debido a que Siwiak no fue atracado, llevaba ropa de camuflaje y tenía poco dominio del inglés además de un fuerte acento extranjero, los detectives han especulado que su asesino pudo haber pensado que tenía relación con los ataques. El homicidio consta como el único registrado en la ciudad de Nueva York el 11 de septiembre puesto que las muertes en los atentados no están incluidas en los registros criminales.

## Contexto
Nacido en Cracovia en 1955, Henryk Siwiak había trabajado como inspector para los Ferrocarriles Nacionales Polacos y sus posteriores entidades privadas. Al momento de su muerte estaba casado con Ewa Siwiak y tenía dos hijos: Gabriela, de 17 años, y Adam, de 13. Tras ser despedido alrededor de 2000, Siwiak viajó a Nueva York para visitar a su hermana Lucyna, quien llevaba seis años viviendo en Far Rockaway, Queens. Pese a no contar con un permiso de trabajo, decidió permanecer en la ciudad y trabajar en lo que pudiese, enviando varios cientos de dólares a su familia en Polonia cada pocos meses para complementar los ingresos de su esposa como profesora de biología en un instituto (Siwiak tenía la esperanza de regresar eventualmente a su país y construir una nueva casa). Mientras estuvo en Nueva York, Henryk, a quien le gustaba la ciudad, se esforzó por aprender inglés; tomó clases y solía ver la televisión con su hermana, aunque su nivel mejoró muy poco. Lucyna le advirtió a su vez de los peligros de la zona: «Le dijimos que [la ciudad] era un lugar peligroso, pero él no lo creía».
Durante la mayor parte de 2001, Siwiak trabajó en el sector de la construcción en Lower Manhattan. La mañana del 11 de septiembre su lugar de trabajo cerró debido a que esa parte de la ciudad estaba siendo evacuada. Henryk no podía permitirse esperar a que las obras reanudasen, por lo que tras cruzar el Puente de Brooklyn cogió el metro y se dirigió a casa de su hermana. Después de buscar anuncios clasificados en el periódico polaco Nowy Dziennik, encontró un trabajo en un servicio de limpieza en un supermercado Pathmark en el barrio de Farragut, en Brooklyn. Para completar el papeleo, Siwiak acudió a la agencia de empleo de Bay Ridge, la cual servía a la comunidad polaca de la ciudad. Una vez allí, Henryk consoló a la propietaria, cuyo esposo trabajaba en el World Trade Center y de quien no tenía noticias desde los atentados (la mujer descubriría posteriormente que su marido había muerto en los ataques). Siwiak fue informado de que podía empezar a trabajar esa misma noche, regresando de inmediato a Far Rockaway, desde donde llamó a su esposa para comunicarle que se encontraba sano y salvo (Henryk fue testigo de cómo uno de los aviones había impactado contra los edificios). Por su parte, Ewa le pidió que no saliese aquella noche debido a que podía ser peligroso.

## Homicidio
Siwiak nunca había estado en el vecindario de Farragut, donde se encontraba el supermercado, por lo que tanto él como su casera consultaron un mapa del metro de la ciudad y decidieron que debería tomar un tren hasta Utica Avenue, cerca del extremo norte de Albany Avenue, donde se ubicaba el local. No obstante, la casera no preguntó la dirección del establecimiento a Siwiak, motivo por el que no se dio cuenta de que el mismo estaba situado en realidad casi cinco kilómetros al sur. Debido a que Henryk no conocía al hombre del servicio de limpieza, informó a la agencia de cómo iría vestido para que de esta forma pudiese reconocerlo. Siwiak se puso una chaqueta de camuflaje, pantalones a juego y botas negras, llevando así mismo una mochila con pantalones y zapatillas diferentes para cambiarse en cuanto llegase al supermercado. Poco antes de salir, su casera le suplicó inútilmente que reconsiderase el ir allí debido a que era un vecindario peligroso por la noche y especialmente aquel día en particular, con los habitantes en estado de ansiedad a raíz de los ataques.
Hacia las 23:00 horas, Siwiak bajó del metro y abandonó la estación, tras lo cual empezó a caminar a lo largo de Fulton Street rumbo a Albany Avenue, a varios bloques de distancia (un testigo recordaría posteriormente haberse cruzado con él). En la intersección de Albany, Henryk, en vez de dirigirse hacia el sur, giró erróneamente a la derecha, hacia el norte, rumbo al área de Bedford-Stuyvesant, considerado por los residentes y el Departamento de Policía de Nueva York como uno de los vecindarios más peligrosos de la ciudad. Todos los oficiales de policía estaban de servicio aquella noche, muchos de ellos realizando horas extra (algunos regresaron de sus vacaciones para colaborar). Muchos de ellos fueron requeridos en los vecindarios próximos a la zona cero para incrementar la seguridad o ante un posible nuevo ataque; los agentes temían que los criminales de la ciudad se aprovechasen de las circunstancias para delinquir, siendo el bloque más al norte de Albany Avenue una excepción. Según el detective a cargo de la investigación Michael Prate una década después: «No sé si el derrumbe del World Trade Center realmente afecta al tráfico de drogas [allí]». La policía cree que Siwiak tal vez interactuó con algunos de los individuos vinculados al tráfico de drogas presentes en aquel entonces en Albany.
Alrededor de las 23:40 horas, los residentes oyeron una discusión seguida de disparos. Una mujer en la cercana Decatur Street, quien estaba cuidando a su madre enferma, declaró haber escuchado una discusión, aunque debido al miedo que sentía no se asomó a la ventana. Siwiak, quien recibió un disparo en un pulmón, dejó tambaleándose un rastro de sangre desde el lugar donde fue herido mortalmente hasta el extremo norte de Albany, en la escalinata de una vivienda adosada en 119 Decatur, donde llamó al timbre en busca de auxilio. Una inquilina del inmueble declaró a la policía haber oído el timbre, pero al igual que su vecina, estaba demasiado asustada para responder a raíz del disparo. Ante la ausencia de ayuda, Henryk bajó las escaleras y cayó boca abajo en plena calle. A las 23:42 se realizó una llamada al 911, llegando los servicios de policía y ambulancia en pocos minutos y siendo Siwiak declarado muerto allí mismo.

## Investigación
La policía no pudo disponer de todos sus recursos en la escena del crimen debido a que muchos oficiales estaban destinados en otras zonas a causa de los atentados. Normalmente, en caso de homicidio la Unidad de la Escena del Crimen asegura el área y recolecta evidencia forense, pero en este caso los miembros de la unidad no estaban disponibles. En su lugar, una unidad de recogida de pruebas, empleada por lo general en crímenes no violentos (como robos), fue la encargada de reunir evidencias. A su vez, cuando lo usual hubiera sido enviar hasta nueve agentes para peinar la zona y hablar con testigos potenciales, en el crimen de Siwiak solo se pudo disponer de un máximo de tres oficiales. Según Prate en 2011: «[Siwiak] no tuvo los primeros expertos en procesar la escena del homicidio». Pese a esperar que los investigadores capaces de desplazarse al lugar recogiesen todas las pruebas posibles, Prate no estaba seguro de que lo hubiesen hecho: «El Departamento de Policía dio a esa investigación lo que podía dar ese día».
Los expertos en recolección de evidencias fueron capaces de recuperar casquillos gastados de la pistola del calibre 40 empleada en el asesinato. El homicida, quien hirió mortalmente a Henryk de un solo disparo, detonó el arma un total de siete veces. En la billetera de Siwiak se encontraron $75 en efectivo, lo cual sugería que el robo no era el móvil del crimen, o de que el mismo se había visto frustrado.
| Ser la última persona asesinada el 11 de septiembre es ser irremediablemente anónimo, llorado en silencio por unos pocos mientras, año tras año, el resto de la ciudad mira hacia Lower Manhattan. Nadie lee su nombre en un micrófono en la ceremonia. Ningún memorial marca la acera donde cayó con una bala en el pulmón. —The New York Times |

Lucyna cree que el asesino pudo haber confundido a su hermano con un terrorista. Su ropa de camuflaje lo hacía parecer un militar; los primeros oficiales de policía en llegar a la escena del crimen creyeron en un principio que podía tratarse de uno de los muchos guardias nacionales desplazados a la ciudad a raíz de los ataques. Este hecho, combinado con su cabello oscuro y fuerte acento extranjero, tal vez condujo a la gente a sospechar que podía ser árabe. De acuerdo con Lucyna: «Creo que tal vez fue un error. Había mucha gente enfadada». Si bien Prate admitió en 2011 que esta hipótesis podría ser posible, el Departamento de Policía no clasificó el homicidio como crimen de odio debido a los pocos datos que se tienen del caso; un policía declaró en 2002 que «el problema era que no hubo testigos en esa esquina». Por su parte, Prate declaró a WNYC una década después: «No hemos oído nada como eso de nadie en la comunidad: nadie nos ha indicado eso. No hay [sic] objetivos significativos de que un terrorista apuntaría aquí». Prate cree que el pobre dominio del inglés por parte de Siwiak pudo haber conducido a su muerte; es posible que no entendiese lo que estaba ocurriendo si alguien estaba tratando de robarle. Prate siguió investigando el crimen, actualmente considerado un caso frío, hasta su retirada en 2011. Habló con sospechosos arrestados por otros delitos en el área, ninguno de los cuales ha aportado información al respecto, no hallándose nuevos testigos pese a la oferta de una recompensa de $12 000. En 2018, Prate informó a ABC News de que el robo frustrado seguía siendo para él la hipótesis más probable.
El asesinato de Siwiak recibió muy poca cobertura mediática debido a los atentados, lo que pudo haber provocado que testigos potenciales nunca llegasen a presentarse ante las autoridades (se informó del crimen al menos un mes después de los hechos). Ni la hermana de Henryk ni su viuda creen que el caso llegue a resolverse; Ewa afirmó en 2011 que tenía «miedo de que fuese para siempre», mientras que Lucyna, quien sigue acudiendo cada 11 de septiembre al servicio anual en honor a las víctimas en la Catedral de San Patricio, declaró pocos meses después: «Creo que la policía tiene muchos, muchos casos y que tal vez nunca me llamarán».
Debido a que las muertes provocadas por los ataques no están incluidas en los registros criminales de la ciudad de Nueva York de 2001, la muerte de Siwiak consta como el único homicidio registrado en la ciudad ese día. Del mismo modo, el FBI no contabilizó los decesos de las 2977 víctimas de los atentados en su índice anual de crímenes violentos para 2001 argumentando que dichas muertes eran aisladas y habrían provocado un sesgo erróneo en los análisis.